# Dexia triquetra
Dexia triquetra är en tvåvingeart som först beskrevs av Macquart 1843.  Dexia triquetra ingår i släktet Dexia och familjen parasitflugor.
Artens utbredningsområde är Réunion. Inga underarter finns listade i Catalogue of Life.